# Burg Staden
Die Burg Staden (auch Schloss Ysenburg) ist eine mittelalterliche Wasserburg unbekannter ständischer Zuordnung am nördlichen Ortsrand von Staden, einem Stadtteil von Florstadt im Wetteraukreis in Hessen.

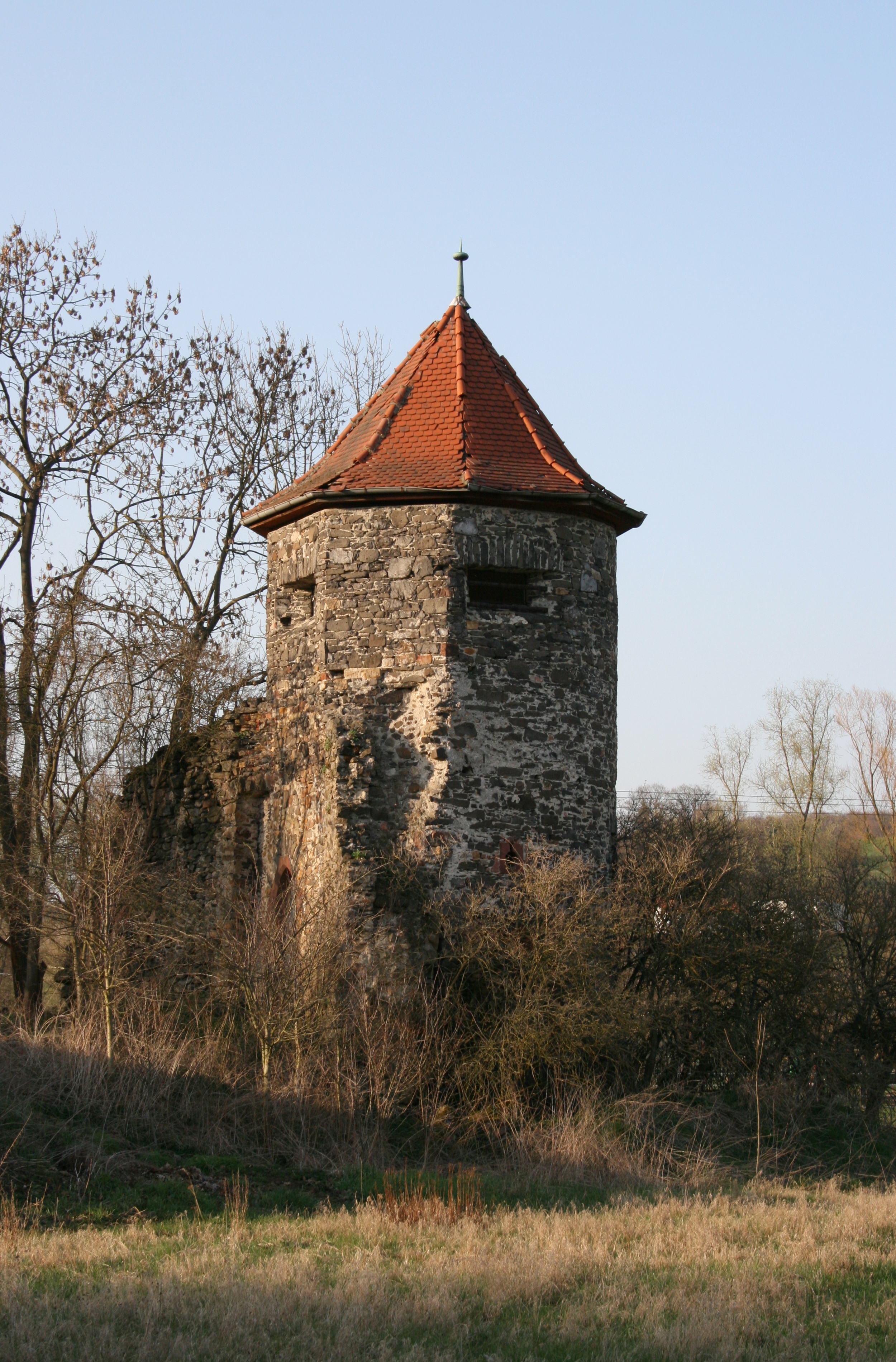
Turm der Kernburg, rekonstruiert als Umspannstation

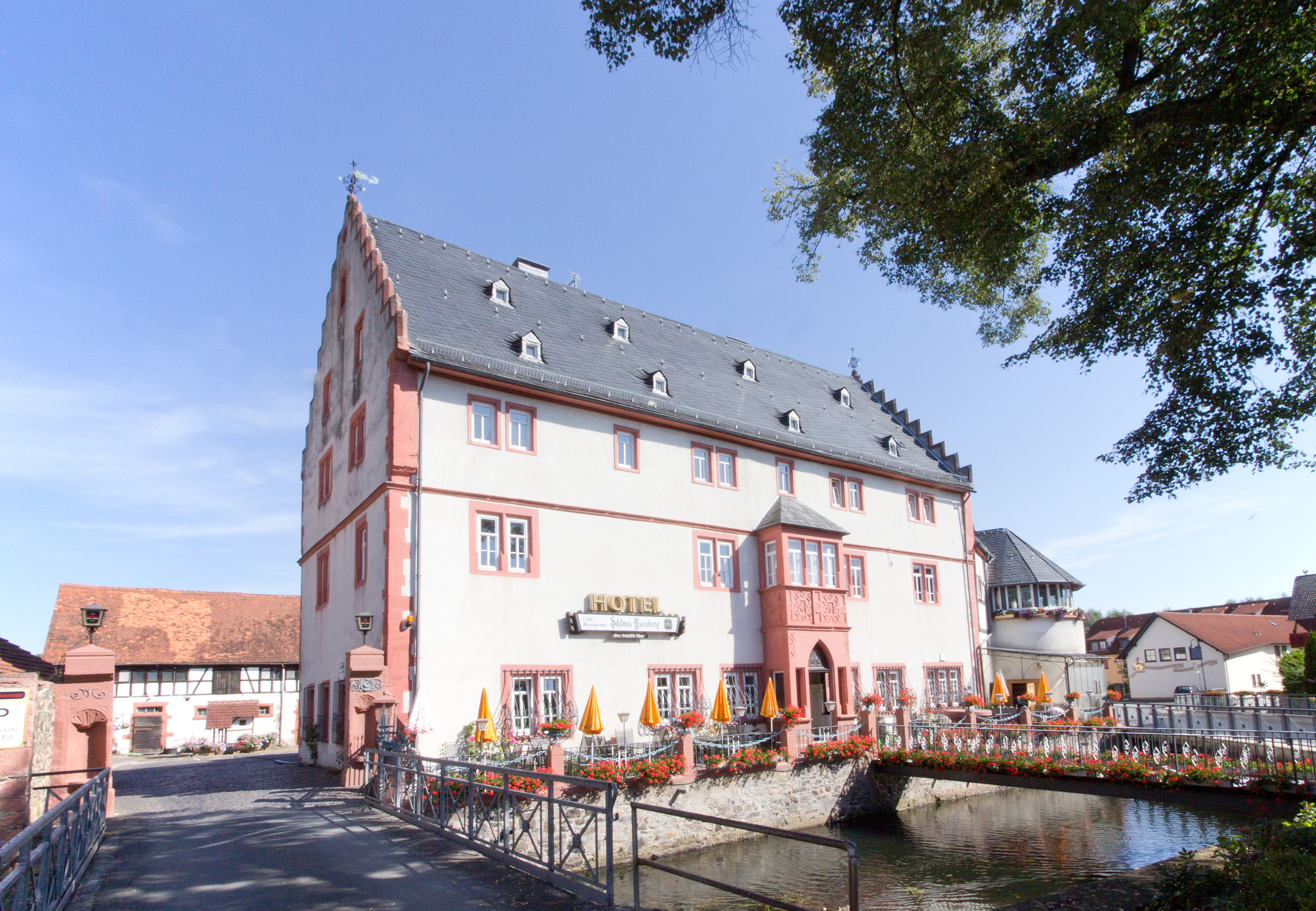
Renaissancegebäude Schloss Ysenburg

## Lage
Die Reste der Burg befinden sich auf einer von der Nidda und einem später als Mühlbach der westlich gelegenen Burgmühle genutzten Seitenarm umschlossenen Flussinsel. Die Lage in der Flussniederung bedingte die Anlage in Form einer Wasserburg.
Unweit des Burggeländes verläuft der Obergermanisch-Raetische Limes in Nord-Süd-Richtung vorbei. Ein römisches Kleinkastell (Kleinkastell Staden) befand sich am gegenüberliegenden, südlichen Ortsende.

## Geschichte
Erstmals erwähnt 1156, als der Adlige Wortwin die Burg dem Kloster Fulda zu Lehen auftrug. Die Burg dürfte damit in der Zeit kurz vor ihrer Erstnennung erbaut worden sein, also um die Mitte des 12. Jahrhunderts. Wortwin ist möglicherweise identisch mit einem zwischen 1133 und 1145 urkundlich genannten Ortwin, und damit ein Bruder Gerlachs von Büdingen.
1233 befand sich die Burg im Besitz des Gerlach von Büdingen sowie seiner Verwandten Heinrich und Gerlach von Isenburg (später Grafen von Isenburg). Mit dem Aussterben der Herren von Büdingen verblieb die Anlage bei der Linie Isenburg-Limburg. Johann I. von Limburg erwarb 1304 für den Ort die Stadtrechte und ließ 1308 das fuldische Lehen erneuern.
Johann II. von Isenburg-Limburg verkaufte 1405 die Burg an mehrere Adelsfamilien. Die Ganerbschaft Staden verteilte sich auf 19 Teilhaber, die im Burgfrieden berücksichtigt wurden. Später war die Burg im Teilbesitz der Burggrafschaft Friedberg, der Familie Löw von Steinfurth und der Grafen von Isenburg-Büdingen. Die Löw von Steinfurth ließen sich 1746 außerhalb der Burg ein Schloss errichten, das Löw’sche Schloss.
Die Ganerben ließen vermutlich mehrere Herrensitze im Bereich der Vorburg errichten, von denen lediglich der heute Schloss Ysenburg genannte, 1574 errichtete Renaissancebau erhalten ist. Der Name dürfte jüngeren Datums sein, da die Anlage erst 1788 vollständig in den Besitz von Isenburg-Büdingen gelangte. Die Befestigungen der Burg waren zu dieser Zeit bereits größtenteils verfallen oder abgetragen. Das Gelände der Vorburg wurde ab 1821 verpachtet, seit 1852 schließlich als landwirtschaftlicher Gutsbetrieb geführt.

## Anlage

### Kernburg
Von der nördlich gelegenen Kernburg sind Teile der Ringmauer im Wiesengelände sichtbar. Darin ist Mauerwerk aus Buckelquadern zu erkennen. Ein Mauerturm wurde als Umspannstation rekonstruiert.

### Schloss Ysenburg
Die Vorburg wird heute von einem Hofgut eingenommen, dessen Zufahrt sich zwischen dem erhaltenen Torturm und dem Schlossgebäude in Form einer Brücke über die Nidda befindet. Das sogenannte Ysenburger Schloss besteht aus einem dreigeschossigen Steingebäude mit Staffelgiebeln oder Treppengiebeln mit kleinen Stufen. Das zweite Obergeschoss ist in verputztem Fachwerk ausgeführt. An der Hofseite befindet sich ein runder Treppenturm und ein Portal mit der Datierung 1574. An der Südseite ist dem Gebäude ein zweigeschossiger Vorbau als Eingangsbereich vorgelagert, den man über einen kleinen Steg erreicht, mit den Wappen der Herren von Carben und der von Wolfskehl zu Vetzberg. Seit 1949 befindet sich in dem Gebäude ein Hotel- und Cafe-Betrieb.

### Torturm
Westlich der heutigen Brücke über den Fluss sowie des Schlossgebäudes ist der mächtige ehemalige Torturm erhalten, dessen spitzbogiges Tor allerdings in späterer Zeit vermauert wurde. Der Turm war ursprünglich in Schalenform angelegt, wie die später eingefügte Rückwand belegt und wurde vermutlich im 16. Jahrhundert zu einem Wohnturm umgestaltet, was auch durch den Einbau eines Kamins im 1. Obergeschoss belegbar ist. Im vierten Obergeschoss besitzt der Turm an drei Seiten schlüsselförmige Schießscharten, an der Außen- und Innenseite einige zusätzliche schlitzförmige.